# Katschberg-hágó

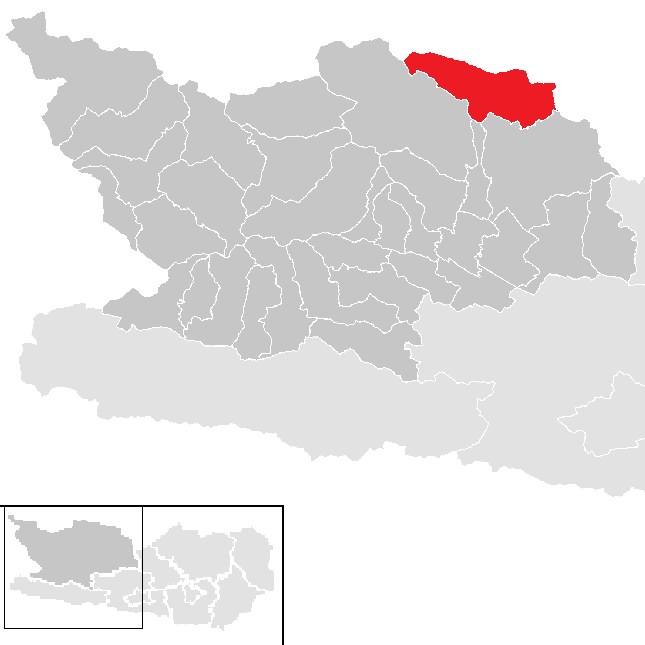
Katschberghöhe

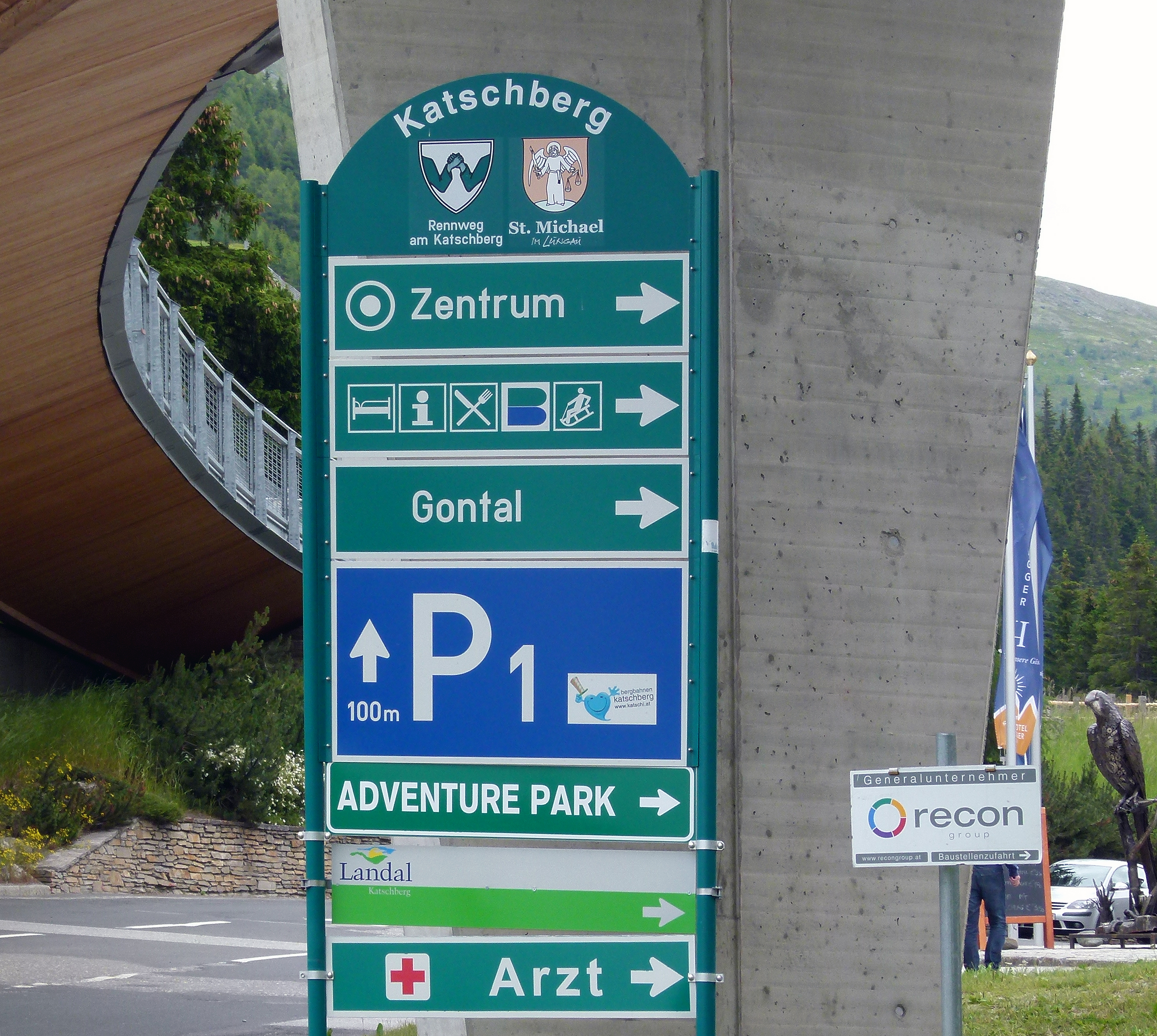
A hágó fogadótéri információs táblája

A Katschberg (vagyis a Katschberg-hágó) (1641 m tszf.) a rajta áthaladó B99 sz. szövetségi úttal a karintiai Katschtalt (Katsch-völgyet) a Salzburg-tartománybeli Lungauval köti össze. A Katschberg-magaslat (Katschberghöhe) elnevezés azonos azzal a hágó oldalában levő Rotte-típusú lakóteleppel, amely közigazgatásilag a karintiai Rennweg am Katschberg településhez tartozik.

## Fekvése és környezete
A Rennweg am Katschberg településen és a hágón áthaladó hágóút Sankt Michael im Lungau településbe tart. A hágótető egyúttal a Karintia és Salzburg tartományok közötti tartományi területhatárt is képezi. Tájilag átjárót, kapcsolatot képez a nyugati Hohe Tauern (Ankogel-csoport) és a keleti Gurktali-Alpok (Nock-hegyek) tájai között. A hágón áthaladó, Bichofshofen-től induló, (a hágónktól északra már az 1739 m-es Tauernpasshöhén is áthaladó) B99 szövetségi út mellett, napjainkban kiemelkedően fontos regionális jelentőséggel bír a (hágó alatt kialakított Katschberg-alagúton áthaladó) A10 sz. Tauern Autobahn. A B99. sz. út a hágótól délre párhuzamosan halad az autópályával, kiemelkedően szép táji környezetben. Gmünd településig.

## Története
Az Ausztria területén legkorábbi feljegyzett földrengést Katschbergnél észlelték, 1201. május 4-én. A földrengés erőssége  Richter-skála szerinti 6,1-nek felelt meg. Ez a terület akkoriban a Karintiai Hercegséghez tartozott.
A Katschberg-hágó és hágóútja az ősi, Radstadt–Obertauern (Radstädter Tauernpass)–Lungau–Katschberg – Spittal an der Drau/Millstätter See irányban haladó kereskedelmi összekötő útjának egy részét képezte. Hagyományok szerint már a rómaiak korában összekötő uként használták. Először 1459-ből maradt fel eine Oberstraß (egy főút) formájú elnevezése. Ezt követően a hegyen áthaladó postaútként 1459-től említik.Feltételezhető, hogy már a helybéli taurisk-törzsek létesítettek itt használható hágó-ösvényt, amelyet már valamiféle útnak lehet nevezni. Ez az út aztán évszázadokon át működött, míg aztán a területre kiterjesztették fennhatóságukat az ide érkező rómaiak, akiknek az igényeihez aztán meg kellett javítani az út állapotát. Magának a Radtsädter Tauernen áthaladó úttal együtt a rómaiaknak a Katschbergen át is ki kellett építeni egy új, különleges emelkedővel rendelkező összeköttetést. Ezt az utat többek köz a mai  Sankt Margarethen im Lungau település mai belső útjától keletre vezették, aminek egyes maradványait a Schindergraben nevű völgyrészen több helyen meg is találhatjuk.

## A hágó és létesítményei
A hágótérséget közúti közlekedés tekintetében az A10 sz. autópálya (E55) és a B99 sz. főközlekedési út tárja fel. Az autópálya a hágótérségen alagútban halad át, a hágóúthoz északon a 104. sz (Szt. Michael), illetve délen a 112. sz. (Rennweg) utak csatlakozópontokon kapcsolódnak. A hágó, hágóutak és a térség egységes és változatos táji-, természeti és turisztikai jelentőséggel bír.

### Az északi hágóút

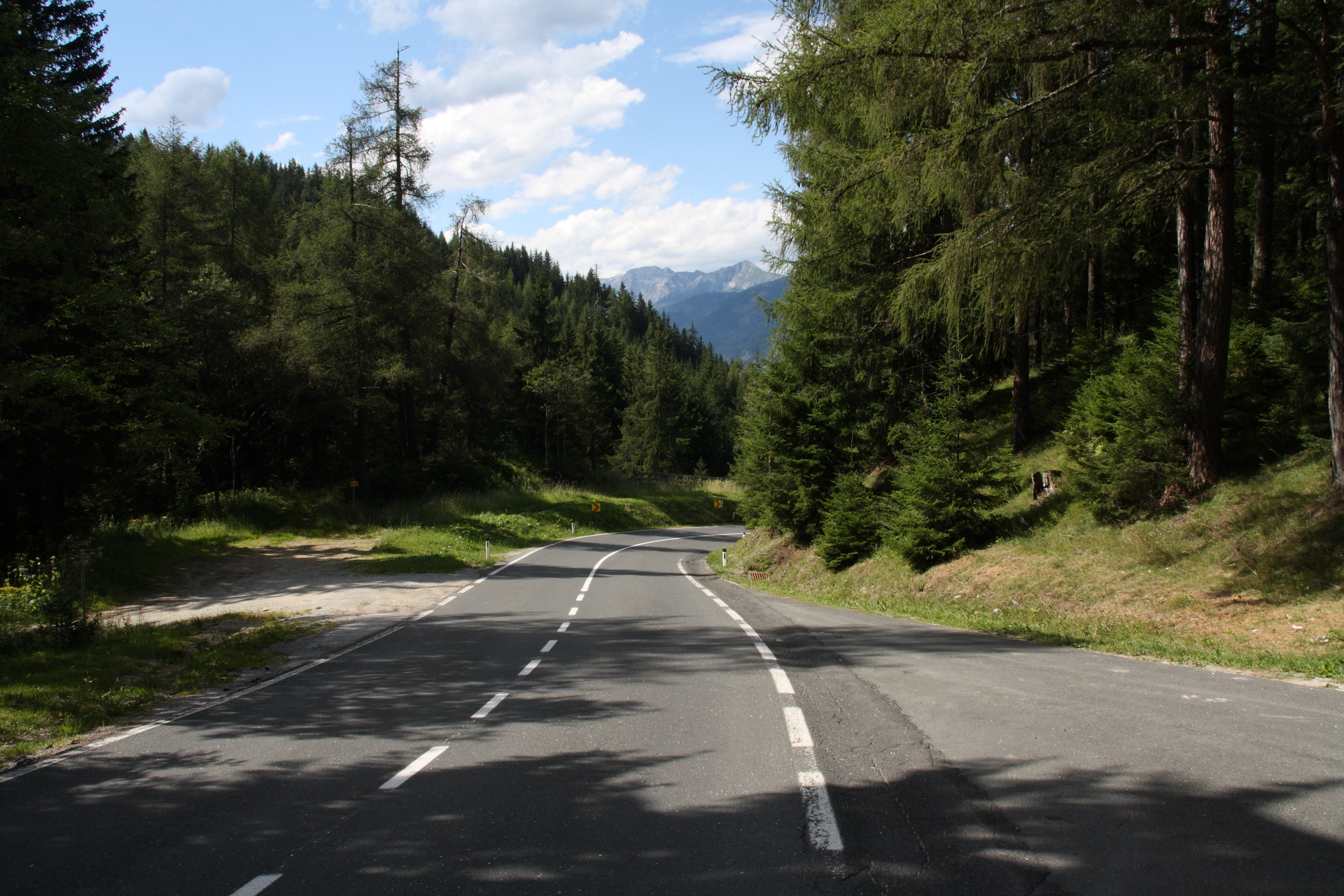
Északi hágóút

A hágón a B99 sz. főközlekedési út halad át. Északi szakasza Radstadt–Altenmarkttól indul, térségünk előtt felfűzi az 1739 méteres Obertauern-hágót is. Sankt Michael im Lungaunál felfűzi a Murau-, Judenburg felől jövő B96. sz utat. A hágóig tartó szakasz 15%-osan emelkedő, sűrűn kacskaringózva kezdődik, a csúcs előtt 17%-os emelkedésű lesz, az útszakaszt lakókocsik nem használhatják.

### A hágócsúcs

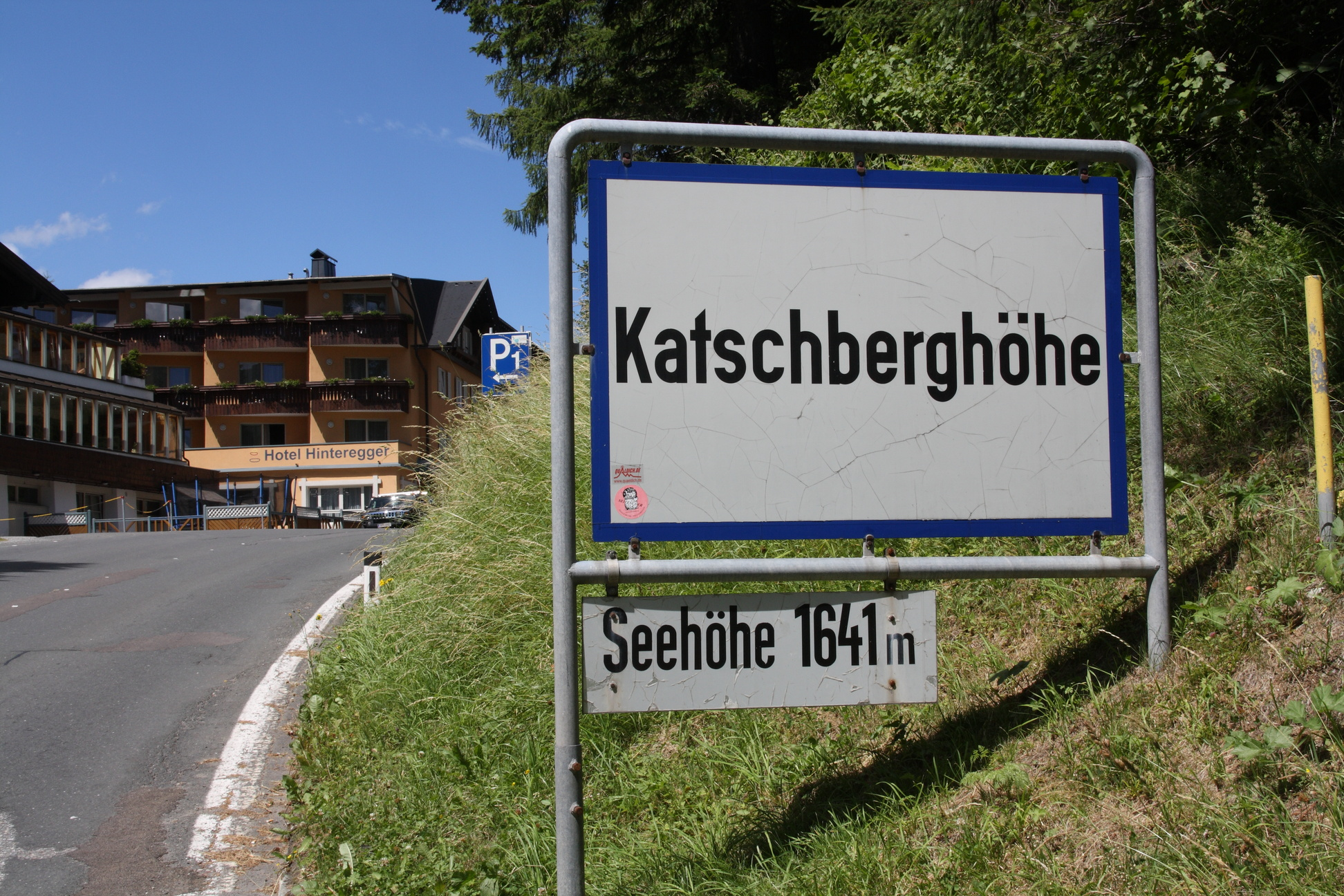
A Katschberghöhe

Az 1641 m-es magasságban levő hágócsúcs jól kiépített településcsoportot képez, a téli sportolás kiszolgálására szolgáló műszaki létesítményekkel (felvonó az Aineck-pontig 2210 m.), szállodákkal és vendéglátó helyekkel, jól kiépített információs rendszerrel.
Összességében kellemes, zöldterületekkel gazdagon ellátott hatást kelt.

### A déli hágóút

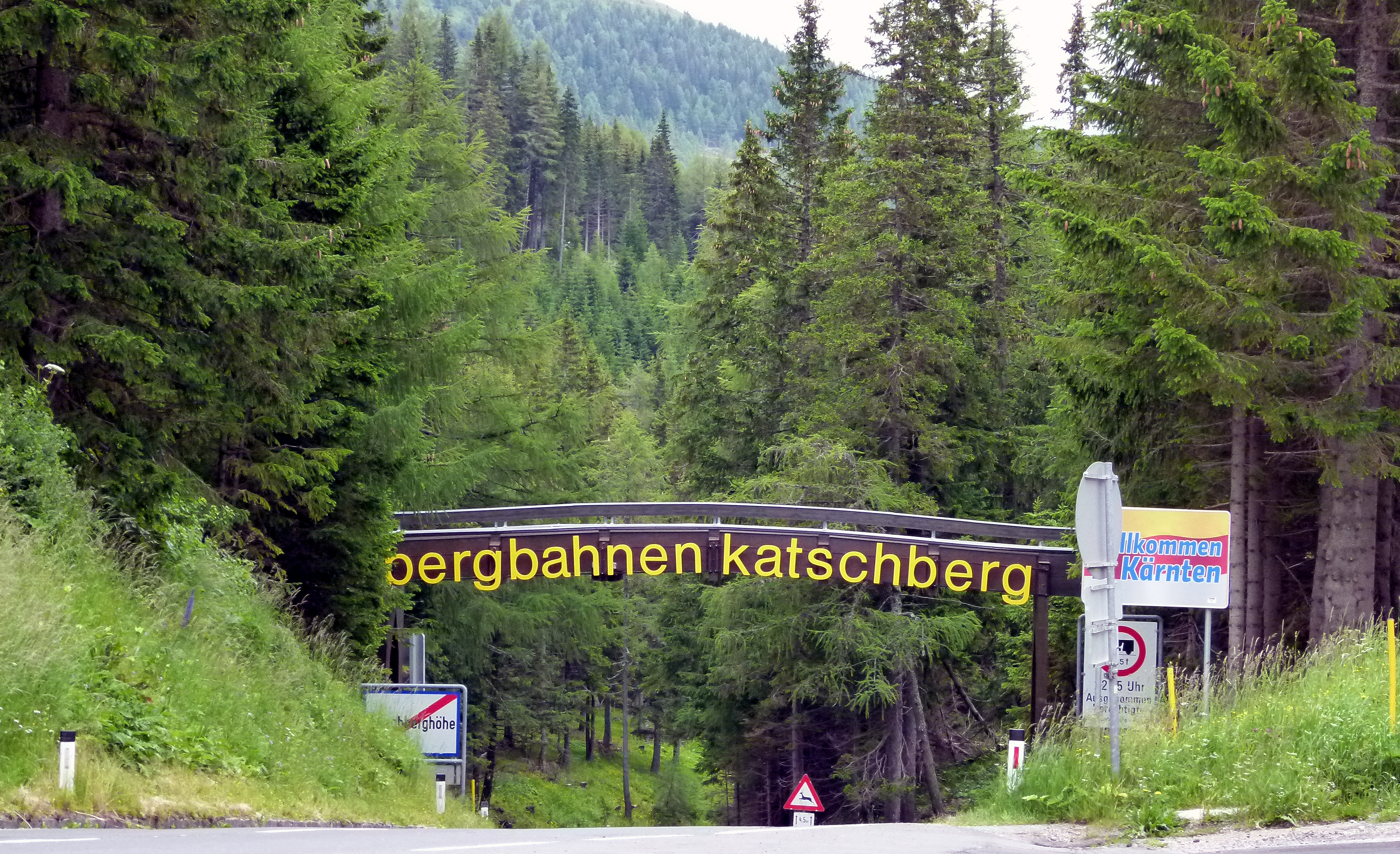
A déli hágóút indulő szakasza

A déli hágóút (rámpa) az északinál jóval vadabb, 21%-os lejtésű Délről emelkedésű. a lakókocsikat ugyancsak tiltják. Az útszakasz Rennweg am Katschbergnél csatlakozik az autópályához. Autó-, motortúrázóknak a jó minőségű B99-es útról nem célszerű felmenni az autópályára, mert a Kremsbrücke településig enyhén (10%) lejtős, szűk völgyben haladó, a keleti hegyoldalra felragasztott autópályaszerkezetet is bemutató útszakasz különleges élményt kelt. A B99-es út Gmünd i. Kärnten-nél az autópálya túloldalára vált, s Spittal a.d. Drau-ig halad. Itt – mint fontos közlekedési csomópontban, különböző fontos célpontok felé juthatunk el.

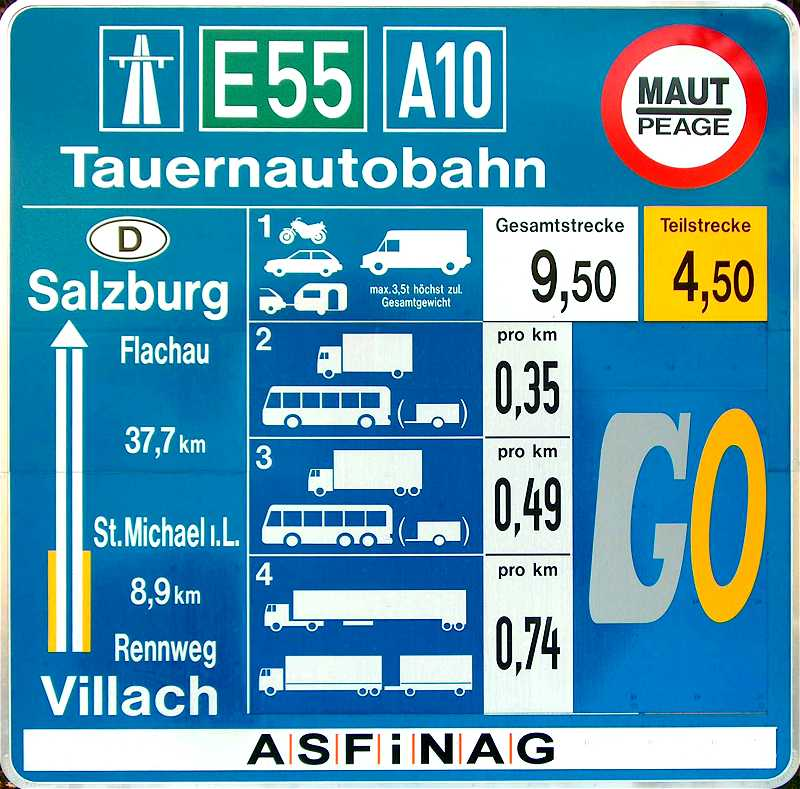
Közlekedési információk

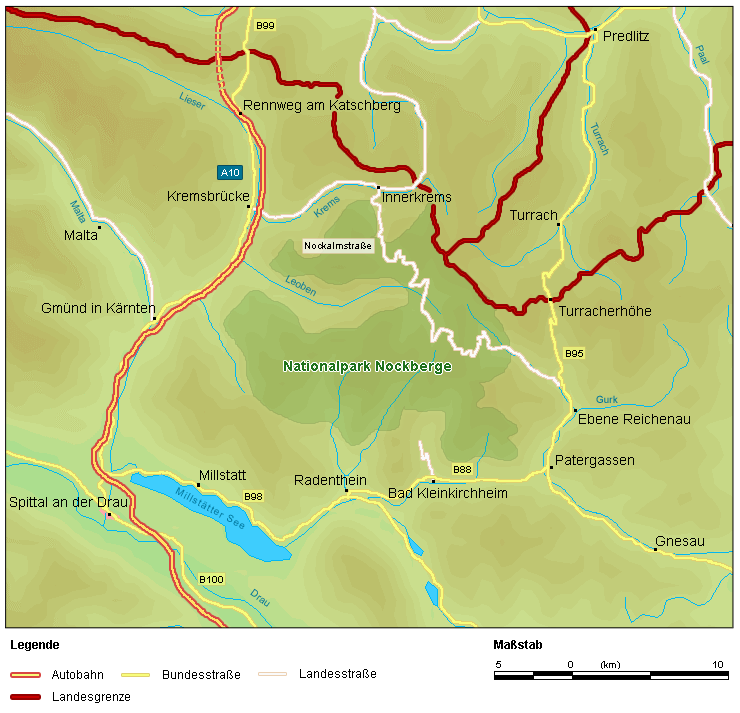
Az A10-es autópálya

### Az A10-es (Tauern)autópálya
A Tauern-autópálya pontos nyomvonalvezetése a már 1938–1942 között kijelölésre került. Az első kapavágás 1939. május 15-én Salzburgnál és Spittalnál, a Wolfsberg-alagútnál és számtalan rávezető útnál megtörtént. A második világháború l1942-ben leállította az építkezést, s csak 1958-ban, az idegenforgalom emelkedése miatt folytatták, leporolták a terveket, illetve a technológia és az autópálya-építések fejlődése helyenként a tervek felülvizsgálatát és korrekcióját tette szükségessé. 1968-ban a nyomvonalat hivatalosan is felvették az autópályák listájára. Az építésére "Tauernautobahn AG. (TAAG)” néven részvénytársaság alakult. A legnagyobb kihívást az Alsó-Tauern és a Katschberg-szakasz jelentette, amit 1971. január 28-án kezdtek el. Itt a Keleti-Alpokban 6,4 km hosszú Tauern-alagutat és egy 5,4 km hosszú Katschberg-alagutat kellett átvezetni.
1974-ben a teljes északi szakaszt a Katschberg-alagúttal együtt forgalomba helyezték. 1975. május 16-án súlyos szerencsétlenség történt Gmündtől délre: itt 11 ember zuhant az 50 méteres mélységbe, akik közül egy túlélőt megtaláltak.
1980. június 28-án nyitották meg a déli pályát, 12 km hosszan 254 db – esetenként 83,7 méter magas – pillérekkel. A Pressingberg átvezetés a 2,6 km-es hosszával – a maga idején – a leghosszabb feszített hídja volt Európának. Ezzel a 146,5 km hosszú szakasz Salzburg és Spittal között elkészült. 1983-ban a pályát a Dráva völgyében Villachig meghosszabbították. Ma ez a pálya az A13 és az A9-es autópályák mellett a legfontosabb észak-déli alpesi átjáró, erős turisztikai forgalommal, nyaranként gyakran dugókkal.
Az autópályáról a Katschberg-hágóhoz a Mura völgyéből jövő B.96-99-es út vezet, melyhez északon a 104. délen pedig a 113. sz autópálya-csomópontok jelentik a ki-, illetve becsatlakozási helyet. Megemlítendő még, hogy az autópályát a völgyben kísérő B.99-es útról egyedülállóan szép kilátás nyílik a völgyről és a hegyoldalban kanyargó autópálya magas pillérsoráról.

## Képgaléria

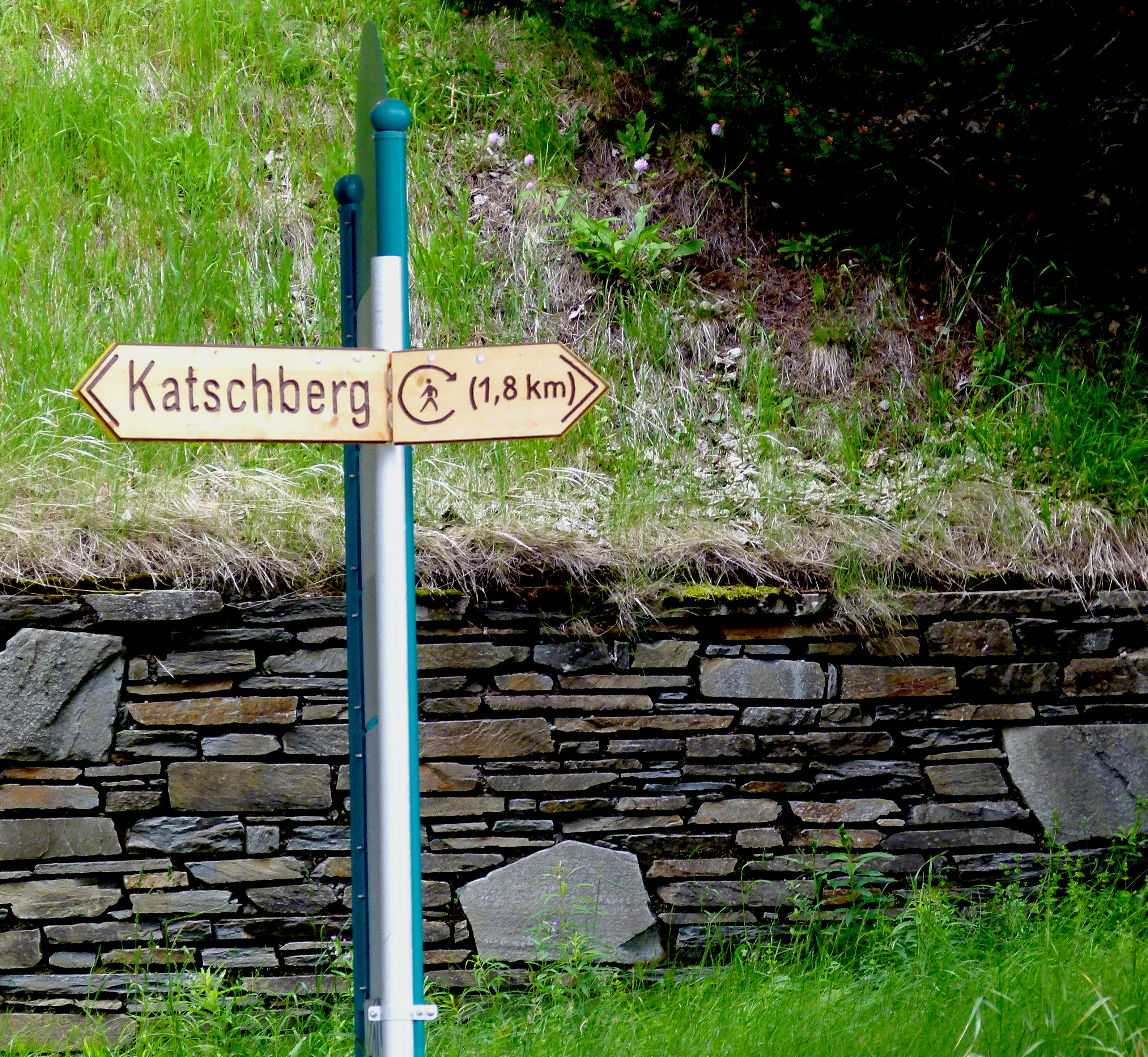
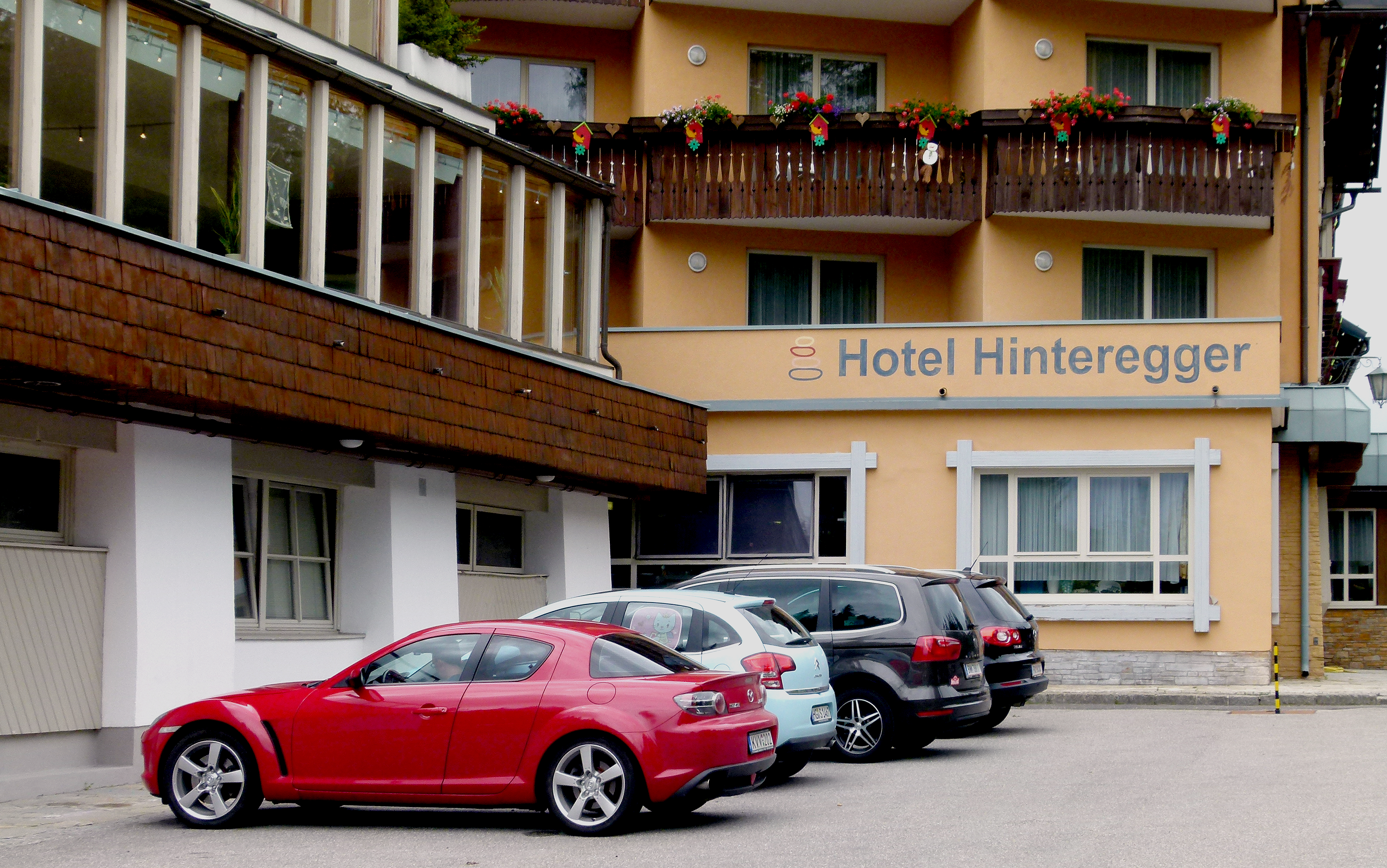
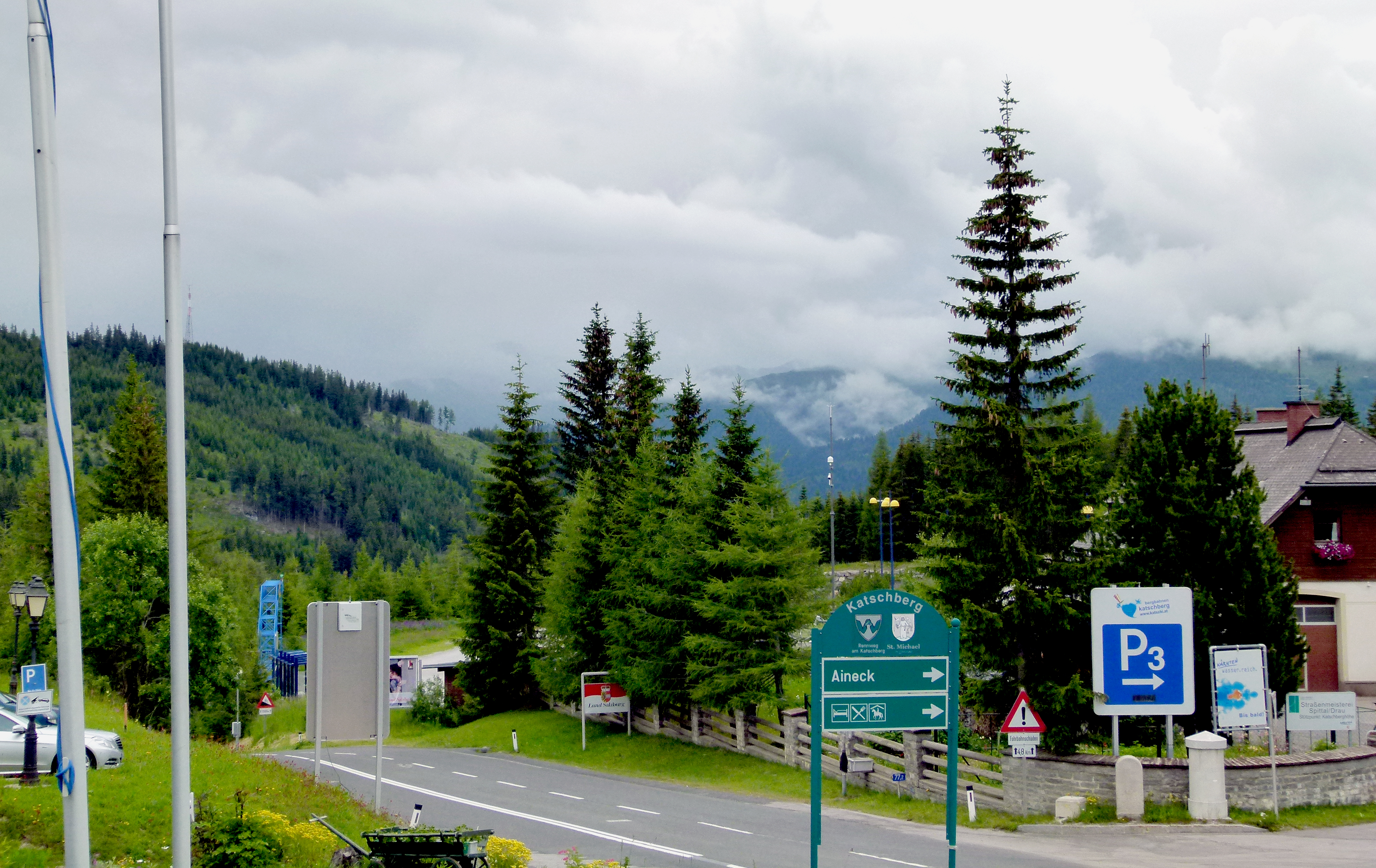
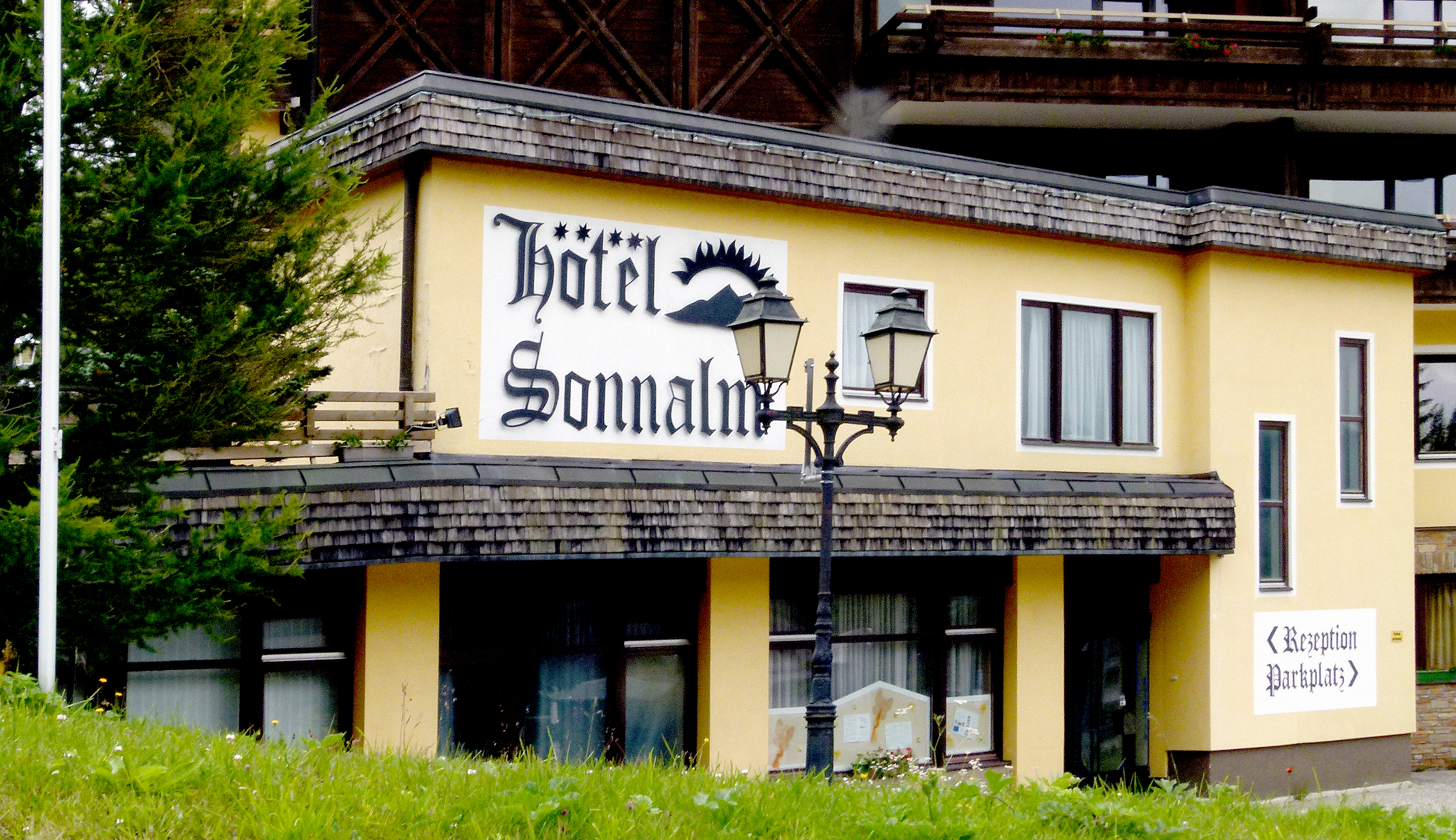